# Bebensee

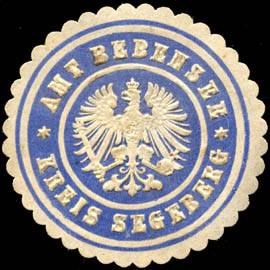
Siegelmarke Amt Bebensee

Bebensee ist eine Gemeinde im Kreis Segeberg in Schleswig-Holstein.

## Geografie

### Lage und Siedlungsstruktur
Das Gebiet der Gemeinde Bebensee erstreckt sich etwa 7 km südlich von Bad Segeberg und 8 km nördlich von Bad Oldesloe in ländlicher Umgebung am Neversdorfer See. Die Gemeinde besteht einzig aus dem namensgebenden Dorf.

### Nachbargemeinden
Das Gebiet der Gemeinde Bebensee wird begrenzt durch:
|            | Mözen, Schwissel                            | Traventhal  |
| Leezen     | Kompassrose, die auf Nachbargemeinden zeigt | Dreggers    |
| Neversdorf |                                             | Wakendorf I |

## Geschichte
Hügelgräber und Urnenfunde belegen eine frühe Besiedlung des Gemeindegebiets.

## Politik

### Gemeindevertretung
Bei der Kommunalwahl am 14. Mai 2023 wurden insgesamt neun Sitze vergeben. Von diesen erhielt die Allgemeine Wählergemeinschaft Bebensee sechs Sitze und die CDU drei Sitze.

### Wappen
Blasonierung: „Über silbernem, mit zwei blauen Wellenfäden belegten Wellenschildfuß in Gold ein erhöhter grüner Hügel, darin die goldene Blüte einer Sumpfdotterblume, links und rechts begleitet von je einem silbernen Rohrkolben mit schwarzen Kolben.“

## Wirtschaft und Verkehr
In der ursprünglich landwirtschaftlich geprägten Gemeinde nimmt die Wohnnutzung immer weiter zu. Auch der Tourismus ist eine Einnahmequelle für den Ort.
Die Bundesautobahn 21 führt östlich des Dorfes durch das Gemeindegebiet.